# Altenburg, Horn
Altenburg là một đô thị ở huyện Horn trong bang Niederösterreich, ở nước Áo. Đô thị này có diện tích 28,12 km², dân số năm 2001 là 814 người.